# 錢位坤
錢位坤（1612年—？），字與立，號大鶴，南直隸蘇州府長洲縣人，明朝政治人物。

## 生平
崇禎三年（1630年）庚午科應天鄉試舉人，四年（1631年）聯捷辛未科進士。工部觀政，六年（1633年）授南京兵部武選司主事，八年（1635年）升南京兵部職方司郎中，升大理寺右寺正，十七年（1644年）三月，明亡後降李自成，經大順弘文館檢討周鍾向牛金星討官，授國子監丞，往赴上任時對人說“我明日此時便非凡人”，京師有人寫《不凡人傳》諷刺他，同年五月蘇州諸生聲討從賊的當地鄉官，錢位坤與少詹事項煜、通政使司右參議宋學顯、禮部員外郎湯有慶家皆被蘇州士民焚燒劫掠。弘光帝在南京即位，十二月發布順案，分六等處分降順的明朝官員，錢位坤列第四等戍擬贖。